# قرار مجلس الأمن التابع للأمم المتحدة رقم 2013
قرار مجلس الأمن التابع للأمم المتحدة رقم 2013، المتخذ بالإجماع في 14 أكتوبر 2011.

## القرار
أصدر مجلس الأمن استثناءً لمرة واحدة لقرار سابق من خلال السماح لقاضٍ في المحكمة الجنائية الدولية لرواندا بأداء أعمال قضائية أخرى أثناء عمله مع المحكمة.
من خلال اعتماد القرار 2013 (2011) بالإجماع، قال المجلس إن القاضي بختيار توزموخاميدوف يمكنه العمل بدوام جزئي "في مهنة قضائية أخرى حتى 31 كانون الأول/ديسمبر 2011، في ضوء الظروف الاستثنائية"، على الرغم من الفقرة 3 من المادة 12 مكررًا من القانون. النظام الأساسي للمحكمة الدولية، التي تم إنشاؤها لمحاكمة الإبادة الجماعية وغيرها من الجرائم المماثلة المرتكبة في رواندا في عام 1994.
وأشار المجلس إلى التزام القاضي توزموخاميدوف بإصدار الحكم في الوقت المناسب في القضيتين اللتين يشارك فيهما وحث المحكمة على اتخاذ جميع التدابير الممكنة للإسراع في إنجاز جميع أعمالها المتبقية في موعد أقصاه 31 كانون الأول/ديسمبر 2014 على النحو المطلوب في قرارات سابقة.
من خلال النص، شدد المجلس أيضًا على أنه لا ينبغي اعتبار هذا الاستثناء بمثابة سابقة وأعطى المسؤولية لرئيس المحكمة للتأكد من أن الترتيب متوافق مع استقلالية القاضي وحياده ولم ينتج عنه تضارب بين المصالح ولم يؤخر صدور الأحكام.

## روابط خارجية
- نص القرار في undocs.org